# Kenny McLean
Kenneth ("Kenny") McLean (Rutherglen, 8 januari 1992) is een Schots voetballer die doorgaans speelt als middenvelder. In januari 2018 verruilde hij Aberdeen voor Norwich City. McLean maakte in 2016 zijn debuut in het Schots voetbalelftal.

## Clubcarrière
McLean speelde in de jeugd van Aberdeen en Glasgow Rangers. In 2008 kwam hij terecht bij St. Mirren. Die club verhuurde de middenvelder aan Arbrouth. Na twintig competitieduels keerde McLean terug naar St. Mirren. Zijn debuut in het Premiership maakte hij op 16 oktober 2010, in een thuiswedstrijd tegen Hamilton Academical. Jon Routledge scoorde en Hugh Murray maakte een eigen doelpunt, waardoor Hamilton Academical op een voorsprong kwam. Door twee treffers van Michael Higdon wist St. Mirren nog langszij te komen: 2–2. McLean viel dertien minuten na rust in voor Patrick Cregg.
In februari 2015 verkaste hij naar Aberdeen, waar hij voor drieënhalf jaar tekende. Hiermee keerde hij terug bij de club waar hij in de jeugdopleiding actief was geweest. Na drie jaar verliet hij Schotland voor Norwich City, waar hij zijn handtekening zette onder een verbintenis voor de duur van drieënhalf jaar. Hij werd direct terug verhuurd aan Aberdeen voor de twee seizoenshelft. Met Norwich promoveerde McLean in de zomers van 2019 en 2021 naar de Premier League, om in beide gevallen binnen een jaar weer te degraderen. In november 2022 werd zijn verbintenis opengebroken en met twee seizoenen verlengd tot medio 2025. In september 2023 werd het contract voor een jaar verlengd, met een optie op een seizoen extra.

## Clubstatistieken
| Seizoen | Club         | Competitie     | Competitie | Competitie | Beker | Beker | Internationaal | Internationaal | Totaal | Totaal |
| Seizoen | Club         | Competitie     | Wed.       | Dlp.       | Wed.  | Dlp.  | Wed.           | Dlp.           | Wed.   | Dlp.   |
| ------- | ------------ | -------------- | ---------- | ---------- | ----- | ----- | -------------- | -------------- | ------ | ------ |
| 2008/09 | St. Mirren   | Premiership    | 0          | 0          | 0     | 0     | —              | —              | 0      | 0      |
| 2009/10 | → Arbroath   | League One     | 20         | 1          | 3     | 0     | —              | —              | 23     | 1      |
| 2010/11 | St. Mirren   | Premiership    | 19         | 0          | 4     | 0     | —              | —              | 23     | 0      |
| 2011/12 | St. Mirren   | Premiership    | 28         | 4          | 5     | 0     | —              | —              | 33     | 4      |
| 2012/13 | St. Mirren   | Premiership    | 29         | 3          | 4     | 3     | —              | —              | 33     | 6      |
| 2013/14 | St. Mirren   | Premiership    | 30         | 6          | 4     | 1     | —              | —              | 34     | 7      |
| 2014/15 | St. Mirren   | Premiership    | 25         | 7          | 4     | 0     | —              | —              | 29     | 7      |
| 2014/15 | Aberdeen     | Premiership    | 13         | 0          | 0     | 0     | —              | —              | 13     | 0      |
| 2015/16 | Aberdeen     | Premiership    | 38         | 6          | 2     | 0     | 5              | 3              | 45     | 9      |
| 2016/17 | Aberdeen     | Premiership    | 38         | 4          | 9     | 1     | 6              | 0              | 53     | 5      |
| 2017/18 | Aberdeen     | Premiership    | 37         | 8          | 6     | 3     | 4              | 0              | 47     | 11     |
| 2018/19 | Norwich City | Championship   | 20         | 3          | 2     | 0     | —              | —              | 22     | 3      |
| 2019/20 | Norwich City | Premier League | 37         | 1          | 5     | 0     | —              | —              | 42     | 1      |
| 2020/21 | Norwich City | Championship   | 38         | 2          | 1     | 1     | —              | —              | 39     | 3      |
| 2021/22 | Norwich City | Premier League | 31         | 1          | 4     | 2     | —              | —              | 35     | 3      |
| 2022/23 | Norwich City | Championship   | 35         | 1          | 3     | 0     | —              | —              | 38     | 1      |
| 2023/24 | Norwich City | Championship   | 48         | 1          | 4     | 1     | —              | —              | 52     | 2      |
| 2024/25 | Norwich City | Championship   | 34         | 0          | 3     | 0     | —              | —              | 37     | 0      |
| Totaal  | Totaal       | Totaal         | 520        | 48         | 63    | 12    | 15             | 3              | 598    | 63     |

Bijgewerkt op 18 juni 2025.

## Interlandcarrière
McLean maakte zijn debuut in het Schots voetbalelftal op 24 maart 2016, toen met 0–1 gewonnen werd van Tsjechië door een doelpunt van Ikechi Anya. McLean mocht van bondscoach Gordon Strachan als basisspeler aan het duel beginnen en hij werd dertien minuten na rust gewisseld ten faveure van Matt Phillips. De andere debutanten dit duel waren Tony Watt (Blackburn Rovers) en Paul Caddis (Birmingham City). Op 24 maart 2019 kwam McLean in zijn zesde interland voor het eerst tot scoren, toen hij de score opende in een kwalificatiewedstrijd voor het EK 2020 tegen San Marino. Via Johnny Russell werd het uiteindelijk 0–2. Schotland plaatste zich voor het uitgestelde EK, maar McLean moest verstek laten gaan met een knieblessure.
In mei 2024 werd McLean door bondscoach Steve Clarke opgenomen in de voorselectie voor het EK 2024 in Duitsland. Later werd hij ook onderdeel van de definitieve selectie voor het toernooi. Schotland werd in de groepsfase uitgeschakeld na nederlagen tegen Duitsland (5–1) en Hongarije (0–1) en een gelijkspel tegen Zwitserland (1–1). McLean kwam op het EK in alle duels in actie. Zijn toenmalige clubgenoten Angus Gunn en Grant Hanley (beiden eveneens Schotland) waren ook actief op het toernooi.
| Interlands van Kenny McLean voor Schotland | Interlands van Kenny McLean voor Schotland | Interlands van Kenny McLean voor Schotland | Interlands van Kenny McLean voor Schotland | Interlands van Kenny McLean voor Schotland | Interlands van Kenny McLean voor Schotland | Interlands van Kenny McLean voor Schotland |
| №                                          | Datum                                      | Wedstrijd                                  | Uitslag                                    | Competitie                                 | Goals                                      |                                            |
| Als speler bij Aberdeen                    | Als speler bij Aberdeen                    | Als speler bij Aberdeen                    | Als speler bij Aberdeen                    | Als speler bij Aberdeen                    | Als speler bij Aberdeen                    | Als speler bij Aberdeen                    |
| ------------------------------------------ | ------------------------------------------ | ------------------------------------------ | ------------------------------------------ | ------------------------------------------ | ------------------------------------------ | ------------------------------------------ |
| 1                                          | 24 maart 2016                              | Tsjechië – Schotland                       | 0 – 1                                      | Vriendschappelijk                          |                                            |                                            |
| 2                                          | 9 november 2017                            | Schotland – Nederland                      | 0 – 1                                      | Vriendschappelijk                          |                                            |                                            |
| 3                                          | 27 maart 2018                              | Hongarije – Schotland                      | 0 – 1                                      | Vriendschappelijk                          |                                            |                                            |
| 4                                          | 29 mei 2018                                | Peru – Schotland                           | 2 – 0                                      | Vriendschappelijk                          |                                            |                                            |
| 5                                          | 2 juni 2018                                | Mexico – Schotland                         | 1 – 0                                      | Vriendschappelijk                          |                                            |                                            |
| Als speler bij Norwich City                |                                            |                                            |                                            |                                            |                                            |                                            |
| 6                                          | 24 maart 2019                              | San Marino – Schotland                     | 0 – 2                                      | EK 2020 kwalificatie                       | 4'                                         |                                            |
| 7                                          | 8 juni 2019                                | Schotland – Cyprus                         | 2 – 1                                      | EK 2020 kwalificatie                       |                                            |                                            |
| 8                                          | 11 juni 2019                               | België – Schotland                         | 3 – 0                                      | EK 2020 kwalificatie                       |                                            |                                            |
| 9                                          | 6 september 2019                           | Schotland – Rusland                        | 1 – 2                                      | EK 2020 kwalificatie                       |                                            |                                            |
| 10                                         | 9 september 2019                           | Schotland – België                         | 0 – 4                                      | EK 2020 kwalificatie                       |                                            |                                            |
| 11                                         | 7 september 2020                           | Tsjechië – Schotland                       | 1 – 2                                      | Nations League 2020/21                     |                                            |                                            |
| 12                                         | 8 oktober 2020                             | Schotland – Israël                         | 0 – 0                                      | EK 2020 kwalificatie                       |                                            |                                            |
| 13                                         | 11 oktober 2020                            | Schotland – Slowakije                      | 1 – 0                                      | Nations League 2020/21                     |                                            |                                            |
| 14                                         | 14 oktober 2020                            | Schotland – Tsjechië                       | 1 – 0                                      | Nations League 2020/21                     |                                            |                                            |
| 15                                         | 12 november 2020                           | Servië – Schotland                         | 1 – 1                                      | EK 2020 kwalificatie                       |                                            |                                            |
| 16                                         | 15 november 2020                           | Slowakije – Schotland                      | 1 – 0                                      | Nations League 2020/21                     |                                            |                                            |
| 17                                         | 18 november 2020                           | Israël – Schotland                         | 1 – 0                                      | Nations League 2020/21                     |                                            |                                            |
| 18                                         | 25 maart 2021                              | Schotland – Oostenrijk                     | 2 – 2                                      | WK 2022 kwalificatie                       |                                            |                                            |
| 19                                         | 28 maart 2021                              | Israël – Schotland                         | 1 – 1                                      | WK 2022 kwalificatie                       |                                            |                                            |
| 20                                         | 31 maart 2021                              | Schotland – Faeröer                        | 4 – 0                                      | WK 2022 kwalificatie                       |                                            |                                            |
| 21                                         | 1 september 2021                           | Denemarken – Schotland                     | 2 – 0                                      | WK 2022 kwalificatie                       |                                            |                                            |
| 22                                         | 4 september 2021                           | Schotland – Moldavië                       | 1 – 0                                      | WK 2022 kwalificatie                       |                                            |                                            |
| 23                                         | 12 november 2021                           | Moldavië – Schotland                       | 0 – 2                                      | WK 2022 kwalificatie                       |                                            |                                            |
| 24                                         | 15 november 2021                           | Schotland – Denemarken                     | 2 – 0                                      | WK 2022 kwalificatie                       |                                            |                                            |
| 25                                         | 24 maart 2022                              | Schotland – Polen                          | 1 – 1                                      | WK 2022 kwalificatie                       |                                            |                                            |
| 26                                         | 21 september 2022                          | Schotland – Oekraïne                       | 3 – 0                                      | Nations League 2022/23                     |                                            |                                            |
| 27                                         | 24 september 2022                          | Schotland – Ierland                        | 2 – 1                                      | Nations League 2022/23                     |                                            |                                            |
| 28                                         | 27 september 2022                          | Oekraïne – Schotland                       | 0 – 0                                      | Nations League 2022/23                     |                                            |                                            |
| 29                                         | 28 maart 2023                              | Schotland – Spanje                         | 2 – 0                                      | EK 2024 kwalificatie                       |                                            |                                            |
| 30                                         | 17 juni 2023                               | Noorwegen – Schotland                      | 1 – 2                                      | EK 2024 kwalificatie                       | 89'                                        |                                            |
| 31                                         | 20 juni 2023                               | Schotland – Georgië                        | 2 – 0                                      | EK 2024 kwalificatie                       |                                            |                                            |
| 32                                         | 8 september 2023                           | Cyprus – Schotland                         | 0 – 3                                      | EK 2024 kwalificatie                       |                                            |                                            |
| 33                                         | 12 oktober 2023                            | Spanje – Schotland                         | 2 – 0                                      | EK 2024 kwalificatie                       |                                            |                                            |
| 34                                         | 17 oktober 2023                            | Frankrijk – Schotland                      | 4 – 1                                      | Vriendschappelijk                          |                                            |                                            |
| 35                                         | 16 november 2023                           | Georgië – Schotland                        | 2 – 2                                      | EK 2024 kwalificatie                       |                                            |                                            |
| 36                                         | 19 november 2023                           | Schotland – Noorwegen                      | 3 – 3                                      | EK 2024 kwalificatie                       |                                            |                                            |
| 37                                         | 22 maart 2024                              | Nederland – Schotland                      | 4 – 0                                      | Vriendschappelijk                          |                                            |                                            |
| 38                                         | 26 maart 2024                              | Schotland – Noord-Ierland                  | 0 – 1                                      | Vriendschappelijk                          |                                            |                                            |
| 39                                         | 3 juni 2024                                | Gibraltar – Schotland                      | 0 – 2                                      | Vriendschappelijk                          |                                            |                                            |
| 40                                         | 14 juni 2024                               | Duitsland – Schotland                      | 5 – 1                                      | EK 2024                                    |                                            |                                            |
| 41                                         | 19 juni 2024                               | Schotland – Zwitserland                    | 1 – 1                                      | EK 2024                                    |                                            |                                            |
| 42                                         | 23 juni 2024                               | Schotland – Hongarije                      | 0 – 1                                      | EK 2024                                    |                                            |                                            |
| 43                                         | 5 september 2024                           | Schotland – Polen                          | 2 – 3                                      | Nations League 2024/25                     |                                            |                                            |
| 44                                         | 8 september 2024                           | Portugal – Schotland                       | 2 – 1                                      | Nations League 2024/25                     |                                            |                                            |
| 45                                         | 12 oktober 2024                            | Kroatië – Schotland                        | 2 – 1                                      | Nations League 2024/25                     |                                            |                                            |
| 46                                         | 15 oktober 2024                            | Schotland – Portugal                       | 0 – 0                                      | Nations League 2024/25                     |                                            |                                            |
| 47                                         | 15 november 2024                           | Schotland – Kroatië                        | 1 – 0                                      | Nations League 2024/25                     |                                            |                                            |
| 48                                         | 18 november 2024                           | Polen – Schotland                          | 1 – 2                                      | Nations League 2024/25                     |                                            |                                            |
| 49                                         | 20 maart 2025                              | Griekenland – Schotland                    | 0 – 1                                      | Nations League 2024/25                     |                                            |                                            |
| 50                                         | 23 maart 2025                              | Schotland – Griekenland                    | 0 – 3                                      | Nations League 2024/25                     |                                            |                                            |

Bijgewerkt op 18 juni 2025.

## Erelijst
| Competitie          |            |                  |            |            |
| Competitie          | Aantal     | Jaren            |            |            |
| St. Mirren          | St. Mirren | St. Mirren       | St. Mirren | St. Mirren |
| ------------------- | ---------- | ---------------- | ---------- | ---------- |
| Scottish League Cup | 1          | 2012/13          |            |            |
| Norwich City        |            |                  |            |            |
| Championship        | 2          | 2018/19, 2020/21 |            |            |